# خروشچیتسه
خروشچیتسه (به لهستانی:  Chróścice) یک منطقهٔ مسکونی در لهستان است که در گمینا دوبژنگ ویلکی واقع شده‌است. خروشچیتسه ۳٬۰۰۰ نفر جمعیت دارد.